# Heidelberger Lebensversicherung
Die Heidelberger Lebensversicherung AG ist ein deutsches Versicherungsunternehmen mit Sitz in Neu-Isenburg. Sie ist Teil des Run-Off-Anbieters Viridium mit Sitz in Neu-Isenburg.
Das Unternehmen ist Anbieter für Alters-, Hinterbliebenen- und Risikovorsorge und betreut, Stand Ende 2023, knapp 320.000 Lebensversicherungsverträge und ein Vermögen in Höhe von rund 13,5 Milliarden Euro. 2014 hat die Heidelberger Lebensversicherung das Neugeschäft eingestellt und konzentriert sich als Teil der Viridium Gruppe ausschließlich auf die bestehenden Kunden.

## Firmengeschichte
Die Heidelberger Lebensversicherung AG wurde 1991 als MLP Lebensversicherung AG gegründet.
Als sich die MLP AG 2005 von ihrem Versicherungsgeschäft trennte, ging das Unternehmen an die börsennotierte Halifax Bank of Scotland (HBOS) über. Die Umbenennung in Heidelberger Lebensversicherung AG erfolgte im Jahr 2006.
Nach der Fusion der Halifax Bank of Scotland mit der Lloyds TSB im Jahr 2009 wurden beide Unternehmen unter der Lloyds Banking Group plc., der heutigen Unternehmensmutter, zusammengeführt. Seit Mai 2011 suchte Lloyds einen Käufer für die ehemalige MLP-Tochter – im August 2011 wurde kein Bieter für Heidelberger Leben für die geschätzten 500 Millionen Euro gefunden.
Am 21. August 2013 teilte die Lloyds Banking Group mit, dass die Viridium-Gruppe, ein Gemeinschaftsunternehmen des Finanzinvestors Cinven und der deutschen Hannover Rück, die Heidelberger Leben für 300 Millionen Euro übernehme. Am 27. März 2014 wurde diese Übernahme perfekt.